# Andrzej Dereń (dziennikarz)
Andrzej Dereń (ur. 1976 w Prudniku) – polski dziennikarz, historyk, redaktor naczelny „Tygodnika Prudnickiego”, współwłaściciel Spółki Wydawniczej „Aneks”.

## Życiorys
Od 1987 jest członkiem Oddziału PTTK „Sudetów Wschodnich” w Prudniku. W 1995 ukończył I Liceum Ogólnokształcące im. Adama Mickiewicza w Prudniku. W latach 1996–1997 odbył służbę w Śląskim Oddziale Straży Granicznej. W 1998 został dziennikarzem Tygodnika Prudnickiego, a w 2003 jego redaktorem naczelnym. W 2002 uzyskał na Uniwersytecie Śląskim w Katowicach tytuł magistra geografii ekonomicznej.
W 1995 odkrył w Lesie Prudnickim grodzisko stożkowe „Schlossplatz”, a w 1998 grodzisko Adrianny, które następnie wpisane zostały do rejestru zabytków. Jest odkrywcą kamieni granicznych (XVIII–XX w.) w Górach Opawskich. Był również inicjatorem ich trwałego wyeksponowania i udostępnienia.
W 2000 roku był autorem projektu dwóch pieszych szlaków turystycznych: „Szlak Historyczny Lasów Królewskiego Miasta Prudnik” (17,5 km) i szlak niebieski Wieszczyna – przełęcz pod Zamkową Góra (5 km). Przygotował również projekt szlaku żółtego Prudnik – Wieszczyna – Trzebina (19,5 km).
W latach 2001–2010 był wydawcą i współredaktorem rocznika popularnonaukowego „Ziemia Prudnicka”. Jest pomysłodawcą i współkomandorem organizowanego od 2010 ultramaratonu pieszego Rajd Prudnik–Pradziad (ok. 60 km) organizowanego przez Oddział PTTK Sudetów Wschodnich w Prudniku oraz redakcję Tygodnika Prudnickiego.
W 2021 został członkiem zarządu Fundacji Pałacu Rozkochów – Pomiędzy, której celem jest odnowa pałacu w Rozkochowie i uczynienie z niego ośrodka sztuki i kultury.

## Odznaczenia[4]
- Dyplom PTTK za zasługi w upowszechnianiu turystyki i krajoznawstwa (1999)
- Srebrna Honorowa Odznaka Ruchu Przyjaciół Harcerstwa (2000)
- Odznaką „Zasłużony dla turystyki na Śląsku Opolskim” (2007)
- Srebrna Honorowa Odznaka PTTK (2009)
- Medal 60-lecia PTTK na Opolszczyźnie (2011)
- Medal XXX-lecia Związku Żołnierzy Wojska Polskiego (2011)
- Odznaka „Przyjaciel Dziecka” (2012)
- Odznaka honorowa „Zasłużony dla Miasta i Gminy Prudnik” (2014)
- Złota Honorowa Odznaka PTTK (2014)
- Brązowy Krzyż Zasługi (2014)[7]
- Odznaka 25 lat w PTTK (2017)